# Lluís Quintana Murci
Lluís Quintana-Murci (Palma, 1970) és un biòleg mallorquí director científic de l'Institut Pasteur de París durant 2016-2017. El 2008 obtingué la medalla de bronze del CNRS el 2009, el Premi Georges, Jacques et Elias Canetti de l'Institut Pasteur. i el 2015, el Gran Premi de Medicina i Investigació Biomèdica de l'Ajuntament de París. El 2018 rebé la Medalla d'Or de les Illes Balears. El biòleg mallorquí col·labora amb la Fundació La Caixa-Palau Macaya.